# Бій під Городком 17 серпня 1914 року

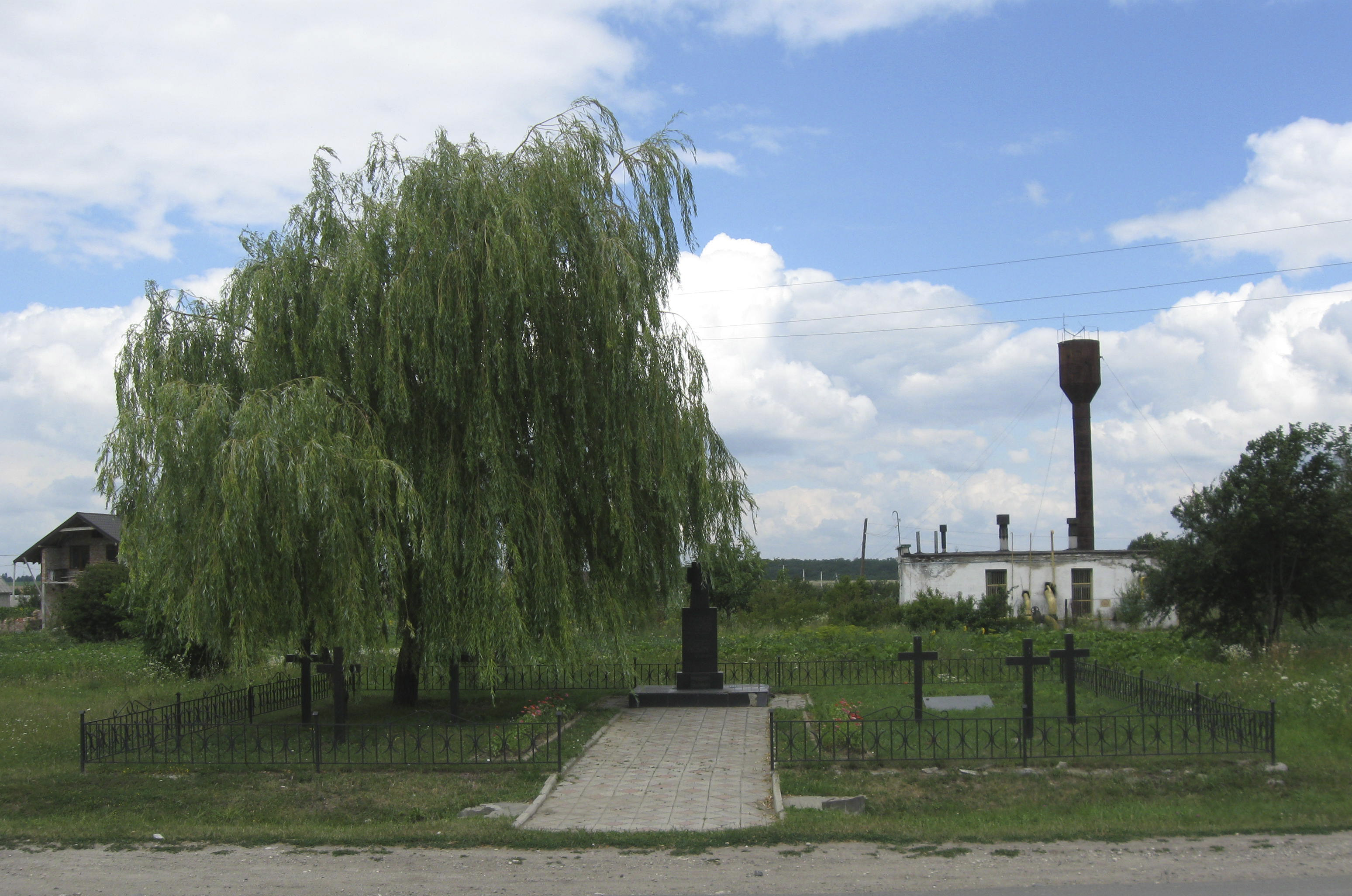
Пам'ятник на могилі австро-угорських гусар

Бій під Городком — один із перших боїв Першої світової війни. Відбувся 4(17) серпня 1914 року біля містечка Городок Кам'янецького повіту Подільської губернії (нині місто, один із районних центрів Хмельницької області). Причиною бою стало те, що 5-та австро-угорська дивізія перейшла Збруч, а наслідком те, що російська 2-га зведена козача дивізія розбила її поблизу Городка.

## Хід бою
Російська імперія на початок 1914 року на кордоні по Збручу тримала в основному прикордонні загони, які, крім безпосередніх функцій охорони кордону, у випадку війни мали завдання проводити розвідку боєм і створення загороджувальних загонів, які прийняли би на себе перший бій. Далі, за задумом, повинні були вступити частини 12-ї кавалерійської дивізії, командир генерал-лейтенант Каледін Олексій Максимович і 2-ї Зведеної Донської кавалерійської дивізій, командир генерал-лейтенант Жигалін Леонід Іванович, які розміщалися відповідно у м. Проскурів, Меджибіж і м. Кам'янець-Подільський, Могилів-Подільський. Якраз ці дві дивізії з початком мобілізації мали завдання сприяти таємному розгортанню 8-ї армії під командуванням генерала Олексія Олексійовича Брусилова. І це їм вдалося, оскільки з початком бойових дій австро-угорські підрозділи не мали повної картини дислокації російських військ на цьому напрямку. Тому їх частинам було надано наказ проводити розвідку боєм, що надалі зіграло з ними злий жарт і поглибило трагічність подій.
Отже, 17 липня 1914 року в Російській імперії оголошено загальну мобілізацію, а вже 18 липня у Подільській губернії оголошено воєнний стан. 19 липня в Проскуров прибуває генерал Олексій Брусилов з метою перетворити Проскурівську групу військ на 8-му армію Південно-Західного фронту. Одразу ж, з центром у м. Ярмолинці, формується 8-й корпус під командуванням генерал-лейтенанта Радко Рускова Димитрієва, у який окрім 2-ї Зведеної Донської козачої дивізії входить 4-та Стрілецька бригада, 14-та й 15-та піхотні дивізії, 8-й мортирно-артилерійський дивізіон, 11-й саперний батальйон.

Ось як оцінював тодішню ситуацію командувач армією генерал Брусилов:
Ввірена мені армія до кінця липня була зосереджена на лінії Печеськи — Проскурів — Ярмолинці маючи дві кавалерійські дивізії висунуті перед фронтом армії. 24-й корпус тільки своєю головою почав підходити до місця дислокації, так що насправді у мене до початку військових дій було не 4, а 3 неповні корпуси, оскільки 1-ша бригада 12-ї піхотної дивізії була розташована на правому березі річки Дністер із самостійним завданням. До неї повинні були підійти 4 другочергових Кавказьких козачих дивізій, але на момент переходу почали приходити лише перші їх ешелони.
Офіційно прийнято вважати, що Росія вступила у війну 19 липня (1 серпня за н. с.) 1914 р., і майже одразу ж було зафіксовано дрібні сутички по всій лінії кордону. Після декількох перестрілок, перших втрат російські козаки зазнали вранці 22 липня 1914 року, коли були важко поранені двоє рядових з 1-го Лінійного полку Кубанського козацького війська. Фактично це були перші втрати російських військових у «Великій війні» 1914—1918 років. 26 липня за донесеннями Генерального штабу Верховного головнокомандуючого РІА говорилося про те, що 24 липня вартові в районі Волочиська були обстріляні й «австрійцями підірвано свою ланку залізничного мосту через річку Збруч» Варто зауважити, що завдяки пропаганді населення по обидва боки кордону досить позитивно відносилося до можливих військових дій, передчуваючи швидку перемогу над противником. На територіях воюючих країн панувало, хоча й тривожне, але патріотичне піднесення.
2 серпня передові частини 8-го корпусу РІА під командуванням генерал-майора Павлова А. А. провели також розвідку боєм: перейшли р. Збруч і зайняли м. Гусятин, відкинувши авангард супротивника на лінію Озеряни — Пробіжна — Кругулець. З настанням ночі військові підрозділи, залишивши залогу на лівому березі річки, були відведені у с. Кутківці, з метою наступного дня зробити передислокацію у м. Городок.
3 серпня командувач 8-ї армії генерал О. Брусилов отримує наказ рухатися до державного кордону по річці Збруч. Водночас передові загони російських військ помітили жвавий рух австро-угорських військових біля м. Сатанів, які активно перевіряли щільність вогню супротивника. До того ж російські розвіддані свідчили про неминучість атаки кінноти гонвіда[що це?], тому командуючий 2-ю Зведеною Донською дивізією генерал Жигалін дав наказ командирам підрозділів дивізії зайняти позиції на західній окраїні містечка Городок і за ніч окопатися.
Щоб контролювати просування ворожих військ, 1-й, 2-й та 4-й сотням 1-го Лінійного генерала Вєльямінова полку поставлена задача в разі початку наступу стримувати просування частин Австро-Угорської армії в глибину території Поділля, щоб основні сили мали змогу сконцентруватися і зайняти оборонні позиції до підходу основних сил. Тим часом штабом корпусу наказано 14-му стрілецькому полку перейти у підпорядкування командира 2-ї Зведеної дивізії, чим планувалося її значно підсилити і, завдяки наявності кулеметів, збільшити вогневу міць.

Того ж дня, близько 17-ї години, підтримувана вогнем артилерії та за прикриття 32-го Угорського польового єгерського батальйону (командир полковник Карл Штромер), дана на підсилення 8-ю кавалерійською дивізією 15 кавалерійська бригада (Богемський драгунський полк ім. Графа Паара № 2, Богемський уланський полк ім. Олекандра ІІ царя Росії № 11) під командуванням генерал-майора Генріха Райтера фон Габлес-Ескелеса розпочала переправу у районі м. Сатанів, а 5-та кінна дивізія в складі 19-го (королівський угорський Будапештський гонвідний гусарський полк № 1, королівський угорський Печський гонвідний гусарський полк № 8) командир генерал-майор Фердинанд граф Біссінген і Ніппенбург і 23-го (королівський угорський Залаєгерсегерський ландверний гусарський полк № 6, королівський угорський Папайский ландверний гусарський полк № 7) командир полковник Гольберт Зех барон фон Гарт і Зульц кавалерійських корпусів під командуванням командира 5-ї кінної дивізії Гонвіда фельдмаршала-лейтенанта Ернста Антона фон Фройраха-Сабо вранці 4-го серпня розпочала переправу у районі с. Козіна, що близько 4 км північніше м. Сатанова. Крім передових підрозділів, переправилися на лівий берег 1-ша батарея кавалерійського артдивізіону № 6 та 1-ша рота самокатчиків Гонвіда, які також входили до складу 5-ї Гонвідної кавалерійської дивізії. Ці військові підрозділи разом із кавалерією розпочали рухатися в напрямку Лісоводи-Городок. Ось як про ці події повідомляла газета «Подолия»:
3 серпня австрійці перейшли на нашу територію біля м. Сатанів і о 15:00 відкрили по наших гарматний вогонь. 4 серпня австрійська кіннота з шаблями пройшла поруч села Турчинці і через село Раковець (тепер с. Радковиця). Люди були в страху. Багато ховалося, деякі тікали в інші села. Біля села Кузьмин австрійська кіннота зупинилася і почала грабувати.
Дійсно, в страху перед військовими діями місцеве населення часто покидало своєї домівки. Та заради справедливості варто сказати, що грабували не тільки військові, а й мешканці навколишніх сіл, тобто розпочалося мародерство з-поміж «своїх». Як приклад можна навести судову справу, яка розглядалась в Одеській судовій палаті, в якій говориться: «…управляючий економії товариства Городоцького цукрового заводу при с. Підлісний Олексинець Чеслав Левартовський поїхав сам і забрав всю свою сім'ю в Проскурів…», а тим часом селяни цього села разом із втікачами із п'яти сусідніх сіл «ввійшли у його квартиру і вчинили там повний розгром». «Крім того із економії були взяті та виведені всі коні, корови, забрані всі екіпажі» тощо. Коли управляючий наступного дня повернувся і було арештовано призвідників погрому, то вони заявили, що насправді Левартовський залишив «свою квартиру відкритою», а речі і реманент було забрано для того, щоб «спасти майно від австрійців»

Одночасно, за донесенням командира кам'янецького гарнізону полковника Волжанінова, у районі Кам'янця-Подільського австрійська 1-ша кавалерійська дивізія під командуванням генерал-майора Артура барона Петеані фон Штайнберга форсувала р. Збруч і розпочала наступ на місто. Не отримуючи супротиву, вони вступили в Кам'янець-Подільський і до вечора повністю його окупували. Найкраще описав ситуацію на цьому напрямку командувач 8-ю армією О. Брусилов:
У цей самий час з'ясувалося, що на губернське місто Кам'янець-Подільський наступає колона противника приблизно силою в одну бригаду піхоти з артилерією і двома-трьома ескадронами кавалерії. Із цього приводу мною була отримана телеграма головнокомандувача, що пропонував мені направити до Кам'янця-Подільського достатні сили, щоб прикрити це місто від ворожого нашестя. На це я відповів, що розкидати свої сили перед самим початком бойових дій я не вважаю за можливе, а що коли я перейду в наступ і вступлю на австрійську територію, то ця колона, боячись бути відрізаною, сама побіжить назад, без жодного підганяння; розриватися ж для другорядних цілей знаходжу шкідливим. Головнокомандувач здався на мої аргументи і відмінив своє розпорядження. Австрійці дійсно зайняли Кам'янець-Подільський 4 серпня, а сім рот ополчення, що знаходилися там, відійшли без бою до Нової Ушиці.
Отже, губернський центр було здано, з тактичних міркувань, без жодного супротиву.
На Городоцькому напрямку під тиском передових загонів 19-го корпусу австро-угорської кавалерії 1-й Лінійний полк відступив до с. Лісоводи, при цьому не надаючи серйозного опору військам противника. Австрійсько-угорські підрозділи наступаючи через висоту 348, зайшли у хутір Попов і розмістили там кулеметний взвод, який своїм вогнем міг прикривати як наступ гусар так і 15 кавалерійської бригади. Пізніше, в ході бою, цей підрозділ перемістив свої позиції ближче до противника — в лісосмугу.
Тим часом генерал Жигалін готувався до оборони м. Городок. Батальйон 14-го Стрілецького полку під командуванням підполковника Кузьміна з двома кулеметами і дві роти 60-го Замосцкого полка окопалися на західній околиці містечка, навпроти балки, яка підходить до хутора Кремінна. З правої сторони від них зайняли позиції спішені сотні 1-го лінійного полку, які повернулися із с. Кузьмин, а в інтервалах між ними кулемети дивізійної кулеметної команди, в «чотирьох групах (повзводно) по два кулемета в кожній». На лівому фланзі розмістилися 16 (16-й Донський козачий генерала Грекова 8-го полк, командир полковник Володін Степан Петрович) — 17 (17-й Донський козачий генерала Бакланова полк, командир полковник Тацин Степан Петрович) козачі полки війська Донського, які спішилися і залягли в окопах. 1-й Волгзький полк Терського козачого війська (командир полковник Пацапай Яків Федотович) залишено в резерві. Перша та друга Оренбургзька батареї, разом із 2 гарматами 4-го Стрілецького артилерійського дивізіону підготували позицію на сході від Городка.
Перша сутичка відбулася ближче до 1-ї години дня, авангард 8-го гонвідного полку пройшовши с. Лісоводи вступили в перестрілку з сторожовою охороною Лінійного полку. Побачивши ситуацію, яка склалася, передовий загін 7-го гонвідного полку під командуванням ротмістра Проная, кинувся на допомогу. Але попавши під обстріл стрільців і атакований кінними козаками, змушений був повернути назад, при цьому втративши більшість особового складу.
Після такої розвідки боєм військові підрозділи з обох сторін розпочали артилерійську дуель, яка особливо не вплинула на хід бою. Лише близько 3-ї години дня, коли 5-та Гонвідна дивізія, підкріплена 15-ю кавалерійською бригадою, прибула до хутора Кремінний, командир 5-ї Гонвідної дивізії фельдмаршал-лейтенант Ернст Фройрах дає наказ силами 7-го та 8-го гонвідних полків провести атаку в напрямку до Литійної фабрики Єфімова, яка мала тоді досить важливе стратегічне значення, а силами 2-го Драгунського і 11-го уланського полків вдарити по південній частині містечка. Вибір як атакувати, пішо чи кінно, надавалася командирам бригад — генерал-майору Фердинанду Ніппенбургу і генерал-майору Генріху Габлесу відповідно. Тут варто зауважити, що Фройрах явно недооцінював супротивника, тому що він навіть не дочекався вагомого підсилення — двох рот самокатчиків, які відстали від основних сил через бездоріжжя.
Обидві бригади, окрилені попередніми успішними атаками, за підтримки артилерії і кулеметників, в кінному строю вздовж Сатанівської дороги розпочали наступ на позиції російських військ. 2-га Зведена козача дивізія відповіла щільним артилерійсько-стрілецьким вогнем. Не отримавши якоїсь важливої переваги Ернст Фройрах вирішив кинути в бій основні сили кінноти, завдати основного удару в середину оборони дивізії, щоб таким чином розрізати основні сили росіян на дві частини і створити загрозу оточення для підрозділів, які тримали оборону на флангах. Командир 2-го дивізіону 7-го гонвідного гусарського полку майор граф Била Боттяні вивів свій підрозділ з укриття і розпочав атаку на позиції 4-ї стрілецької бригади (командир полковник Станкевич С. Л.) і 60-го Замосцкого полку (командир полковник Н. М. Тихменев). Під сильним вогнем російських підрозділів цей загін відступив. Враховуючи негативний досвід авангарду, спішившись, гонвідний дивізіон почав рух у три ешелони: попереду ескадрон ротмістра Ситковського, за ним з виступами на флангах ескадрон ротмістра Сібрика, посередині ескадрон ротмістра Талі.

Російські війська відповіли спільним вогнем Оренбургзьких батарей і піхотних підрозділів, до яких з часом обстрілом з флангу допомогли «лінійці» та кулеметні розрахунки 2-ї Зведеної дивізії. Хоча місцевість була не рівнинна і до позицій вела балка, територія легко прострілювалась, а те, що гусари були у яскравій формі (світло сині кітеля, червоні рейтузи, малинові шако) взагалі робило їх легкими мішенями для російських стрілців. Та все ж дивізіон 7-го гонвідного полку підійшов впритул до позицій російських полків, подекуди гусари навіть вірвалися до окопів, але це не дало австро-угорцям переваги, оскільки це вже були залишки наступаючих і їх досить легко там знищили. Так описав бій учасник тих подій Є.Тихоцький:
Впродовж короткого проміжку часу лінії гусар майже абсолютно розтанули, скошені фронтальним і фланговим вогнем. Залишки ворожих ескадронів повернули назад, і поле покрилося вершниками, що скачуть, поспішали сховатися від вогню за складками місцевості, що попереду лежать. Наша артилерія переслідувала їх шрапнеллю велика кількість тіл убитих і поранених гусар і коней, що лежали на жовтій стерні, нагадували про кривавий бойовий епізод, що розігрався тут. Впродовж декількох хвилин дивізіон 7-го гонвідного полку був майже знищений вогнем, небагатьом вдалося врятуватися. Командир дивізіону, усі командири ескадронів, молодші офіцери і більшість гусар знайшли тут славну смерть або залишилися пораненими на місці атаки і потрапили в полон. У числі останніх знаходився і важко поранений командир дивізіону майор Барцай (авт. граф Била Боттяні).
Майже одночасно із просуванням трьох ескадронів 7-го гонвідного полку розпочався наступ 2 ескадронів 8-го гонвідного полку. Неочікувана зміна позиції кулеметних розрахунків хорунжого Максимова, який зайняв сусідню висоту, і критична ситуація в яку через це він попав, змусила 3-ту і 5-ту сотні Лінійного полку покинути свої позиції і розпочати атаку на австро-угорських гусар, яка виявилася досить успішною. Цьому посприяло в основному те, що під кулеметним вогнем гусари змушені були зменшити щільність своїх рядів, а це дало можливість «лінійцям» вклинитися у бойовий порядок гонвіда і оточити більшу його частину. Ось як оповідає про ці події їх свідок підєсаул Є. Тихоцький:
Зблизившись на відстань близько 400 кроків, лінійці (козаки 1-го Лінійного генерала Вельяминова полка Кубанського козачого війська) закинули рушниці за спину і ударили „в шашки“ на угорських гусар. Гусари прийняли атаку. Мабуть, ескадрон 8-го Гонвідного полку під час руху втратив зімкнутість і в їх ладах вийшли інтервали, або ж вони, почавши атаку на кулемети в розімкненому ладі, потім хотіли зімкнутися. Лінійці атакували в розімкненому ладі (лавою), і це дозволило їм охопити фланги австрійців і проникнути в інтервали, що утворилися, оточивши окремі групи гусар. У 400—500 кроках попереду кулеметів зав'язалася жорстока рукопашна сутичка. Змішавшись один з одним, в густій пилюці, лінійці і гусари жорстоко рубали один одного. Рукопашний бій тривав недовго, але носив надзвичайно кровопролитний характер. Гусари захищалися відчайдушно: їх шаблі заподіювали чутливі втрати лінійцям, але, оточені з усіх боків, вони були порубані і залишки їх кинулися назад, переслідувані козаками. Велику кількість убитих і поранених гусар залишено на місці бою, у тому числі і обидва командири ескадронів, ротмістри Кемень і Микеш.
А так свідчив про ці події житель м. Городок, Радомський Б. А., батько якого брав участь у похованні:
«Батько розповідав мені, що із сторони лісу Олені (тепер маює таку назву) надійшли австрійці, їм орієнтиром була фігура Матір Божої, що стояла при в'їзді у місто. Російські солдати засіли біля теперішньої газорозподільної станції і далі до яру (тепер забудови). Вони (австрійці) не сподівалися, що є російські військові. Підпустивши ближче, російські солдати відкрили вогонь з кулеметів, а з лісу вискочила кавалерія. Поле було засіяне трупами, або тими солдатами, що затаїлися, а потім вночі відступили.
Наступ 15-ї кавалерійської бригади закінчився ще раніше. На повному ходу в'їхавши в ліс, австро-угорська кіннота зустрілася із масованим обстрілом російської піхоти і спішених козаків. Там вони спробували атакувати у пішому порядку, але спроба кавалеристів вийти з лісу потерпіла невдачу оскільки попереду була відкрита місцевість, яка легко прострілювалась, а це могло призвести до невиправданих жертв. Після того як 17-й Донський козачий генерала Бакланова полк зробив спробу обійти «уланців» з правого флангу, 15-та бригада почала відступати з поля бою, таким чином мінімізовуючи свої втрати. Згодом, коли побачила результати бою кавалерії, не дочекавшись її кінця, знялася і відступила 1-ша артилерійська батарея дивізіону № 6.

Після таких нищівних поразок австро-угорська кіннота, під покровом ночі, розпочала відступ. Для переслідування ворога, незважаючи на прохання командира резервного полку полковника Пацапая Я. Ф. відправити весь підрозділ, командир російської дивізії генерал Жигалін дозволив вислати лише одну сотню козаків. Ось як прокоментував цей вчинок командуючий 8-ю армією генерал О. Брусилов:
Керував цим боєм з нашого боку генерал-майор Павлов, що був у моєму розпорядженні. Начальник дивізії, натомість, обмежився тим, що сидів при резерві і не допустив свіжу бригаду резерву переслідувати розбитого ворога. З цієї причини залишки австрійської дивізії з її артилерією і кулеметами благополучно пішли за Збруч. Довелося звільнити цього безкебетного начальника, якого замістив генерал Павлов.
Хоча те, що супротивник відступив «благополучно», теж сказати не можна. Дійсно залишкам Гонвідної дивізії однією сотнею (135 козаків) було важко завдати значної шкоди, але слух про переслідування підрозділів «гонвіду» воїнами 1-го Волгського полку зробив свою справу. Угорські гусари, які риссю під'їжджали до переправи через річку, що була споруджена в районі Сатанівського монастиря, у нічний час та ще й у лісі були ідентифіковані переляканими німецькими єгерями, як російські козаки. Тому, забачивши перших кінотників, вони відкрили шалений вогонь із всіх видів зброї, унаслідок чого багато втрат понесли кавалеристи від стрільби своєї піхоти, частина гусар пораненими потонули у річці.

Отже, за даними Є. Тихоцького, під час атаки на Городок і відступу загинуло близько 500 гусарів австро-угорського гонвіда, приблизно така ж кількість воїнів була поранена, крім того залишається невідомою число загиблих під час переправи через р. Збруч. 8-ма російська армія вбитими і пораненими втратила біля 80 своїх воїнів. Командувач 5-ї гонвідної дивізії фельдмаршал лейтенант Ернст Антон фон Фройрах-Сабо не виніс такого приниження і 18 серпня 1914 року застрелився. Житель м. Городок Радомський Б. А. згадував:
Потрібно їх було поховати, викопані були 2 ями, в першій ямі поховано 40 чоловік і в другій теж 40 (пізніше знайшли ще одного). Тобто загальна кількість похованих 81 чоловік.
Про два поховання австро-угорських солдат є свідчення і у іншого старожителя міста Малецького В. А., який говорить про те, що на похованні, за старовинним подільським звичаєм тоді поставили дерев'яний хрест. Загалом точних даних про втрати немає і за різними оцінками, в цьому бою загинуло близько трьох ескадронів (один ескадрон — це 117 вояків) австро-угорських військових. Навіть якщо більша кількість убитих похована в цих могилах, то могили загиблих від поранень і могили бійців, які загинули при переправі на сьогодні невідомі, як і невідоме точне поховання командувача 5-ї Гонвідної дивізії фельдмаршала-лейтенанта Ернста Антона фон Фройраха-Сабо.
  
У результаті битви російське командування 8-ї армії отримало перевагу і вже 6-го серпня перетнуло кордон з Австро-Угорщиною, що спонукало військовий підрозділ, який захопив Кам'янець-Подільський і вже дійшов до с. Маків, без бою відступити за р. Дністер.
…австрійці 6-го числа, дізнавшись про наш перехід через Збруч, спішно покинули Кам'янець-Подільський і повністю повернули контрибуцію, яку зібрали з жителів міста. Це було цілком природно, тому що вони добре розуміли, що якщо вони візьмуть контрибуцію з жителів Кам'янця-Подільського, то і я, в свою чергу, зайнявши Тернополь, Требовлю і Чортків, не помилую цих міст і обкладу їх такою ж, якщо не більшою, контрибуцією.
Підсумовуючи вище сказане варто наголосити на тому, що зважаючи на войовничий настрій з обох боків фронту, вже перші бої показали погану готовність військових до ведення бойових дій. Імперські військові керівництва для того, щоб задовольнити амбіції своїх еліт готові були жертвувати тисячами і тисячами своїх громадян. Навіть на такому маленькому клаптику території в смертельній сутичці зійшлися представники багатьох національностей, тому, що всі військові підрозділи, які брали участь у цій битві були багатонаціональні. Наприклад 2-га Зведена Донська козача дивізія, попри свою назву, частково комплектувалась новобранцями із Подільської, Херсонської та Волинської губерній і складалась із українців, росіян, поляків та представників кавказьких народів.
Ще більш інтернаціональними були військові підрозділи Австро-Угорської імперії:
- Богемський драгунський полк ім. Графа Паара № 2 складали: 61 % — чехи, 26 % — німці, 13 % — інші національності.
- Богемський уланський полк ім. Олекандра ІІ царя Росії № 11 — 65 % чехи, 35 % німці.
- Королівський угорський Печський гонвідний гусарський полк № 8 — угорці 52 %, німці 38 %, інші національності — 10 %.
- Королівський угорський Папайский ландверний гусарський полк № 7 — німці 54 %, угорці 39 %, інші національності 7 %.

А для українців та поляків, які мали своїх представників в арміях обох ворогуючих імперій ця війна була братовбивчою.
Щодо Поділля, то на деякий час край повернувся до «мирного існування» у воєнний час, що вберегло його від масштабних руйнувань і занепаду через війну, яку історики чомусь називають «великою».